# Steve Yedlin
Steve Yedlin est un directeur de la photographie américain né le 29 septembre 1975 dans le Comté de Los Angeles aux États-Unis

## Filmographie

### Directeur de la photographie

#### Longs métrages
- 1999 : Fashionably L.A. de Tamara Olson
- 2002 : May de Lucky McKee
- 2004 : The Toolbox Murders (Toolbox Murders) de Tobe Hooper
- 2004 : Dead Birds d'Alex Turner (en)
- 2005 : Brick de Rian Johnson
- 2005 : Conversation(s) avec une femme (Conversations with Other Women) de Hans Canosa
- 2006 : Blackout (Unknown ) de Simon Brand
- 2006 : Altered : Les Survivants (Altered ) de Eduardo Sánchez
- 2007 : The Dead One de Brian Cox
- 2007 : Lovely by Surprise de Kirt Gunn
- 2008 : American Violet de Tim Disney
- 2008 : Une arnaque presque parfaite (The Brothers Bloom) de Rian Johnson
- 2008 : Tenure de Mike Million
- 2009 : Un hiver à Central Park (Love and Other Impossible Pursuits) de Don Roos
- 2010 : Father of Invention de Trent Cooper
- 2012 : Looper de Rian Johnson
- 2012 : Imogene (Girl Most Likely) de Shari Springer Berman et Robert Pulcini
- 2013 : Carrie : La Vengeance (Carrie)  de Kimberly Peirce
- 2015 : Danny Collins de Dan Fogelman
- 2015 : San Andreas de Brad Peyton
- 2017 : Star Wars, épisode VIII : Les Derniers Jedi (Star Wars: Episode VIII – The Last Jedi) de Rian Johnson
- 2019 : À couteaux tirés (Knives Out) de Rian Johnson
- 2022 : Glass Onion : Une histoire à couteaux tirés de Rian Johnson
- 2024 : Winner de Susanna Fogel
- 2025 : Wake Up Dead Man: A Knives Out Mystery de Rian Johnson

#### Courts métrages
- 1996 : Sugared Peas de Isabella Vincent Chan
- 1997 : Evil Demon Golf Ball from Hell!!! de Rian Johnson
- 1998 : Phyfutima de Robert Beaucage
- 1998 : Angst de Bryan Bishop
- 2002 : The Psychology of Dream Analysis de Rian Johnson
- 2008 : The Witness from the Balcony of Room 306 (documentaire) de Adam Pertofsky
- 2018 : Son Lux: All Directions de Nathan Johnson